# Момчило Тешић
Момчило Тешић (Глумач, 29. децембар 1911 — Глумач, 25. фебруар 1992) био је српски књижевник, оријентисан на стваралаштво за децу. Писао је поезију и кратке приче. Својом познатом песмом „Лек” (Разболе се лисица...) Тешић је 1953. године започео сарадњу са новинама „Политика“ у оквиру додатка „Политика за децу“.

## Дела
Прва песма му је одштампана у "Ђачкој дружини" 1928, још пре рата је сарађивао са више часописа, такође је описивао народна предања.
О стваралаштву Момчила Тешића објављене су књиге; др Драгољуб Зорић: "Књижевни прилози Момчила Тешића у титовоужичким листовима"(1980);Светислав Лазаревић: "Тихи песник иѕ Глумча", Поезија Момчила Тешића и заступљеност у програму, уџбеницима, приручницима и лектири за основну школу (1986); Мр Драгољуб П. Ђурић: "Момчило Тешић",студија (1991); Милијан Деспотовић "Размислице" есеји, поводом стогодишњице од рођења Момчила Тешића(2012).